# Pariana sociata
Pariana sociata är en gräsart som beskrevs av Jason Richard Swallen. Pariana sociata ingår i släktet Pariana och familjen gräs. Inga underarter finns listade i Catalogue of Life.